# Joe Bonamassa
Joseph dit « Joe » Bonamassa, né le 8 mai 1977 à Utica (État de New York), est un guitariste, chanteur et auteur-compositeur américain de blues rock. Il a plus de trente albums à son actif (pour moitié enregistrés en public) qui lui ont valu d'être nommé trois fois aux Grammy Awards, et il effectue régulièrement des tournées à travers les États-Unis et l'Europe.

## Biographie
Joe Bonamassa commence à apprendre la guitare à l'âge de 4 ans. Son père, Len Bonamassa, tenant un magasin de musique à Utica dans l'État de New York, il baigne très tôt parmi des guitares mythiques. À 11 ans, après une courte période d'apprentissage avec le musicien de country Danny Gatton, et ayant déjà beaucoup appris sur la country, le blues et le jazz, il fait la première partie de BB King, ce dernier ne tarissant pas d'éloges sur le petit prodige.
Par la suite il fait l'ouverture pour plusieurs grands artistes tels Buddy Guy, Foreigner, Gary Moore, George Thorogood, Robert Cray, Stephen Stills, Joe Cocker et Gregg Allman.
À 14 ans, il est invité au Fender Guitar Event, et rencontre à cette occasion Berry Oakley (le fils du bassiste des Allman Brothers Band). Il forme alors avec lui le groupe Bloodline, en compagnie d'Erin Davis (le fils de Miles Davis) et de Waylon Krieger (le fils de Robby Krieger, le guitariste des Doors). Leur seul album donne deux singles classés dans les charts : Stone Cold Hearted et Dixies Peach.
En 2000, sa rencontre avec le producteur Tom Dowd débouche sur son premier véritable album solo A New Day Yesterday. Cet album permet à Joe Bonamassa d'exprimer tout son talent sous forme d'un power trio et il place un premier titre solo dans les charts américains : Miss You, Hate You. L'autre titre phare de l'album est A New Day Yesterday, adapté du titre éponyme du groupe Jethro Tull sur leur album Stand Up de 1969.
Fort de cette expérience, Joe Bonamassa entame sa première tournée américaine en solo accompagné de deux musiciens expérimentés qui le suivent jusqu'en 2005 : Kenny Krame à la batterie et Eric Czar à la basse.
Cette tournée est immortalisée le 21 décembre 2001 en vidéo lors du concert de Fort Wayne dans l'Indiana.
De retour en studio, il enregistre toujours avec le même trio son deuxième album So, It's Like That avec des titres comme So, It's Like That, Mountain Time qui sont repris en 2009 au Royal Albert Hall. Dans cet album, le son de Joe Bonamassa s'affirme et il y dévoile un chant plus posé.
L'année suivante il enregistre l'album Blues Deluxe, dans lequel il exprime toute sa passion du blues et de ses influences (B. B. King sur la chanson You Upset Me Baby). Il compose même un morceau phare de sa carrière, Woke Up Dreaming, dans lequel s'affirment ses talents de guitariste acoustique. 
En 2004, l'album Had to Cry Today démontre un son des plus aboutis et une variété technique sans précédent. Il y aborde tous les styles à sa portée, de Had to Cry Today, particulièrement incisif, à Travellin' South, avec un jeu de bottleneck précis et rapide. Il y rend aussi hommage à son mentor, Danny Gatton, mort peu avant, avec son morceau instrumental Revenge of Ten Gallon Hat, dans lequel il maîtrise la Telecaster presque aussi bien que son maître.
Dans les mois qui suivent, Joe Bonamassa et son power trio repartent en tournée avec la découverte du continent européen. Le DVD Live at Rockpalast est enregistré en Allemagne.
En 2005, sa rencontre avec Kevin Shirley, producteur très réputé de la Côte ouest, est déterminante. Il évoque lui-même à plusieurs reprises sa surprise que Kevin Shirley the Caveman, s'intéresse à sa musique. Ce dernier fait décoller la carrière de Joe Bonamassa, même s'il faut en passer par plusieurs modifications :
1. Son power trio est remplacé par des musiciens plus expérimentés (des fans sont encore divisés quant à l'éviction de Kenny Krame et Eric Czar). Joe Bonamassa fait alors connaissance avec le bassiste Carmine Rojas, le claviériste Rick Mellick, le batteur Anton Fig pour ne citer qu'eux. Le son de Bonamassa devient plus recherché, sophistiqué, complexe et l'ajout d'un clavier n'y est pas étranger.
2. Son matériel devient de plus en plus pointu (collaboration avec les fabricants Van Weelden, Category 5, Caroll Ann Amps et surtout un modèle signature Gibson Les Paul)[1].
3. Son image, son look, change, le guitariste, de plus en plus élégant, apparaissant sur scène en costume noir ou gris avec des lunettes noires.

S'ensuivent deux albums, You & Me et Sloe Gin dont le morceau éponyme symbolise à lui seul l'évolution technique et stylistique de Bonamassa.
L'album The Ballad of John Henry le fait sortir du milieu américain du blues pour le révéler au public international avec des morceaux comme Stop!. Son jeu est remarqué pour sa fluidité, ses solos enlevés et sa justesse. Joe Bonamassa se construit une réelle identité sonore, reconnaissable entre toutes. C'est donc tout naturellement qu'il démarre une nouvelle tournée mondiale où les « complet » (sold out) commencent à être une habitude.
En 2009, son concert au Royal Albert Hall de Londres lui permet de se faire connaître en Europe. Ce concert reste pour lui une consécration car il joue là où jouait plusieurs décennies auparavant son idole : Eric Clapton. Ce dernier lui fait le privilège de partager la scène avec lui pour le morceau Further on up the Road. Un DVD du concert est édité. Bien que peu connu en France, Joe Bonamassa fait salle comble en novembre de la même année à l'Olympia (lui-même en a exprimé sa surprise sur scène). Toujours en 2010, il joue sur la scène du Montreux Jazz Festival, après Buddy Guy. On le retrouvera aussi avec ce même Buddy Guy et Eric Clapton lors du festival Crossroads Guitar Festival en 2010.

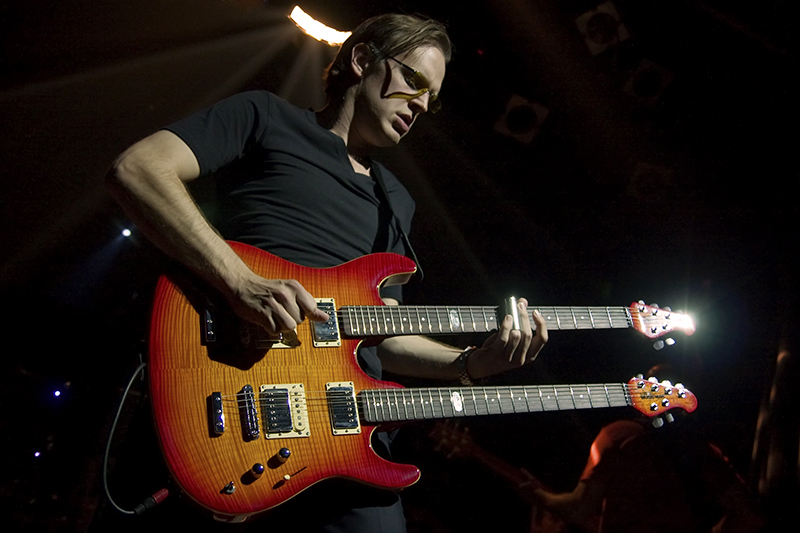
En concert à Madrid en 2009, jouant avec une guitare à double manche Ernie Ball Music Man BFR Steve Morse Y2D

En juillet 2010, il assure la première partie de ZZ Top au Zénith de Toulouse, aux Arènes de Bayonne et à celles de Nîmes.
Dès cette année, les tournées mondiales s'enchaînent pour Joe Bonamassa, sans compter les projets annexes comme Black Country Communion, la collaboration avec Beth Hart.
En 2010, il devient le guitariste du groupe de hard rock Black Country Communion, composé également de Jason Bonham, Glenn Hughes et Derek Sherinian, avant de devenir en 2013 celui du groupe instrumental de funk-rock Rock Candy Funk Party.
En avril 2013, il clôt sa tournée the Guitar Event of the Year à Paris, au Grand Rex, après avoir enflammé de nouveau Londres et aussi avoir annoncé la sortie du DVD de sa tournée acoustique.
Joe Bonamassa habite en Californie près de Malibu, à quelques kilomètres à peine des studios The Cave de Kevin Shirley.

## Influences
Dès l'âge de sept ans, et grâce à la collection de disques de son père, il flashe sur B.B. King, Buddy Guy et surtout Eric Clapton. Lorsqu'on lui demande quels sont les albums qui l'ont le plus influencé, il cite régulièrement l'album Beano des Blues Breakers avec Eric Clapton,,, ainsi que l'Irish Tour '74 de Rory Gallagher,, et accessoirement Live at the Regal de B.B. King et Goodbye de Cream. Il explique que pour lui « le blues, c'est tout ce qui va de Howlin' Wolf à Led Zeppelin, de Robert Johnson au Jeff Beck Group, de Leadbelly à Rory Gallagher... et il n'y a pas de règles ».
Véritable technicien de la guitare, Joe Bonamassa possède un jeu très incisif et rapide, qui sait rester mélodique, avec des accents jazzy, à la Robben Ford.

## Guitares et matériel
Il collectionne les guitares, qu'il achète et revend régulièrement ; il en possède en moyenne 150,. S'il joue de tous ses instruments, il affectionne particulièrement les Gibson ES-355 et Les Paul ainsi que la Fender Stratocaster.
Le son de Joe Bonamassa est aussi unique que son jeu. Au niveau technique il a très tôt évolué majoritairement sur des Fender Stratocaster & Telecaster (avec parfois des Gibson Les Paul). Le tout était branché avec des amplis Marshall Silver Jubilee et Super Lead Plexi (parfois Line 6 en tournée) ce qui donnait un grain particulier au son de Bonamassa (surtout avec sa stratocaster goldie équipée de micros Gold Lace Sensor). On retrouve le son des Marshall Silver Jubilee (plus ou moins coloré) dans tous ses albums.
Depuis 2005 et son album You & Me (et sa rencontre avec Kevin Shirley probablement) Joe Bonamassa redécouvre la Gibson Les Paul et s'équipe d'un matériel encore plus pointu (on note sa collaboration avec Peter Van Weelden qui lui a fourni le grain si caractéristique du Twinkleland). Il se dote d'un modèle signature chez Gibson en gold top et collabore avec de prestigieux fabricants de micros, effets, etc. (Jorge Tripp pour Way Huge ou Seymour Duncan)

## Discographie

### Studio

#### En solo (depuis 2000)
- En 2000, Joe Bonamassa commence sa carrière solo et enregistre son premier album A New Day Yesterday, contenant la reprise du titre homonyme de Jethro Tull (1969). Cet album est produit par le producteur Tom Dowd, également producteur de l'album d'Eric Clapton Layla and Other Assorted Love Songs.
- En 2002, So, It's Like That atteint la 1re place du Billboard Blues Chart.
- En 2003, Blues Deluxe contenant 9 reprises de classiques du blues, qui atteint aussi la première place.[Quoi ?]
- En 2004, Had to Cry Today
- En 2006, You & Me
- En 2007, Sloe Gin, contient beaucoup de reprises et des titres composés en collaboration avec d'autres artistes.
- En 2009, The Ballad of John Henry, contient sept titres qu'il a écrits, plus cinq reprises.
- En 2010, Black Rock, enregistré en Grèce.
- En 2011, Don't Explain, avec la chanteuse de blues et de rock Beth Hart.
- En 2011, Dust Bowl, contient des titres joués avec John Hiatt, Gleen Hughes et Vince Gill, plus des reprises.
- En 2012, Driving Towards the Daylight, avec la participation de Brad Whitford.
- En 2013, We Want Groove, avec le Rock Candy Funk Party, groupe de jazz-funk.
- En 2013, Seesaw, avec la chanteuse de blues et de rock Beth Hart.
- En 2014, Different Shades of Blue, album qui ne contient que des compositions originales de Joe Bonamassa.
- En 2015, Groove is King, 2e album avec le groupe Rock Candy Funk Party.
- En 2016, Blues of Desperation (en).
- En 2018, Black Coffee, avec Beth Hart.
- En 2018, Redemption, enregistré dans plusieurs studios américains et australiens.
- En 2020, A New Day Now 20th Anniversary Edition : version remasterisée de son 1er album solo.
- En 2020, Royal Tea, enregistré aux studios Abbey Road.
- En 2021, Time Clocks
- En 2023, Blues Deluxe Vol. 2, dernier album studio en date de l'artiste.

#### Avec Black Country Communion (2010-2017 et depuis 2024)
- En 2010, Black Country Communion, premier album du groupe du même nom.
- En 2011, Black Country Communion 2, second album de Black Country Communion.
- En 2012, Afterglow, troisième album de Black Country Communion.
- En 2017, BCCIV, quatrième album de Black Country Communion.
- En 2024, BCCV, cinquième album du groupe (à paraître prochainement).

### Live
- Live From Nowhere in Particular (2008)
- Live at the Cabooze
- Live at the Rockpalast (en vidéo)
- A New Day Yesterday Live
- Live at the BBC avec la participation de Sandi Thom
- Live from the Royal Albert Hall (DVD) avec la participation de Eric Clapton
- Live from New-York at Beacon Theater (DVD) avec la participation de Beth Hart, John Hiatt et Paul Rodgers
- Live Over Europe avec Black Country Communion (2011)
- An Acoustic Evening at the Vienna Opera House (CD & DVD) juillet 2012
- Muddy Wolf at Red Rocks (CD & DVD) août 2014
- Live at Radio City Music Hall (CD, vinyl, DVD, BD) janvier 2015
- Live at The Greek Theatre (2 CD, DVD, BLU-RAY) septembre 2016. Reprises des Three Kings de blues-man.
- Live at Carnegie Hall (2 CD, DVD, Blu-ray) juillet 2017
- Live at British Blues Explosion (2 CD, DVD, BLU-RAY, VINYL) mai 2018
- Live at the Sydney Opera House (CD, DVD, BLU-RAY, VINYL) 25 octobre 2019
- Now Serving Royal Tea Live from the Ryman (CD, DVD, BLU-RAY, VINYL) 11 juin 2021
- Tales Of Time (CD, DVD, BLU-RAY, VINYL) 14 avril 2023